# Leif Korn
Leif Johan Korn, även skrivet Koorn, född 26 juli 1937 i Stockholm, är en svensk gymnast. Han tävlade för Stockholms GF.
Korn tävlade i åtta grenar för Sverige vid olympiska sommarspelen 1960 i Rom. Vid olympiska sommarspelen 1964 i Tokyo tävlade Korn i sju grenar.